# السدة

تعديل مصدري - تعديل

مدينة السَدّة هي مدينة يمنية في محافظة إب، وهي مركز مركز مديرية السدة، تقع شمال شرق مدينة إب على بعد حوالي (37 كيلو متر) تقريباً، تحيط بها من الشمال مديرية يريم، ومن الشرق مديرية النادرة، ومن الجنوب مديرية الشعر، ومن الغرب مديريات الشعر وبعدان والمخادر، ومن أهم مدنها مدينة ظفار يريم التاريخية المندثرة ومدينة السَدّة.
بلغ تعداد سكانها 5907 نسمة حسب الإحصاء الذي أجري عام 2004.

## نبذة
يتبعها وادي عصام، وجبال الحبالي، وجبل العرافة، ووادي حجاح، ووادي الأعماس، والمرخام، وبني الحارث، وبني العثماني، وهي مدينة سياحية تطل على أجمل وديان اليمن وادي بنا وشلالاته ومدرجاته الزراعية البديعة، كما يحيط بها عدد من الجبال التي تحتضن الكثير من المعالم التاريخية الأثرية الزاخرة بالمناظر الطبيعية الخلابة.

## جغرافية السدة
يعد موقع مدينة السدة المتوسط جغرافيا بين مواقع واماكن المنطقة حيث ساهم في إيجاد الأسواق المتنوعة منها سوق الاثنين الخاص بتجارة المواد الغذائية والخضار والفواكة ومعضمها إنتاج محلي كما أن موقع المدينة الوسطي قد اهلها بان تكون عاصمة المنطقة ومركزها الحكومي حيث يوجد في المدينة إدارة الناحية وإدارة الأمن والمجلس المحلي وموقع المدينة بالاساس تقع ضمن اواضي وحدود مخلاف الشعر الذي يعد مجري سيل الدلاني الحد الفاصل جغرافيا بين خبان والشعر الا انها وفقا لاعراف واحكام قبلية تحولت جغرافيا لتندرج ضمن أرض خبان من ناحية أخرى يعد موقع المدينة المطل على مجرى سيل الدلاني الذي يعبر ومشي من جوانب المدينة الشمالية والشرقية الجنوبية من ناحية أخرى فان المدينة بتخطيطها العشوائي قد ساهم في تقسيم أسواقها فالى جانب السوق الرئيسي السالف ذكرة توجد أسواق أخرى منها سوق اللحوم والمحدادة والملابس والقات وهناك من يرجع تاربخها إلى زمن الدولة الحميرية وفقا لبعض الماثر القديمة كما ياتي لاحقا وتجدر الإشارة إلى ان المدينة كانت عام 1945م مركز كبير لليهود الذين غادروها ذلك الوقت وان لهم بعض الآثار اهمها سوق الحرف اليدوية (الحاير: أنور محمد يحي - تاريخ خبان وعمار - 2015م - ص 8).

## ماثرها
```
العمارة في المدينة فهي متنوعة وممزوجة بين الماضي والحاضر ولعل أهم ماثرها منشأة دينية (كنيسة) والذي اكتشفها الباحث أنور الحاير وقام بدراستها علميا نعتقد أنها ربما تعود للفترة الحميرية وهي عبارة عن مبنى مستطيل الشكل يتوسطه جدار وسطي ويوجد عقود ترتكز على أعمدة مركبة وجدارية تحمل السقف وتقع في وسط المدينة ولا تزال في حالة جيدة ربما يعود السبب إلى استمرار استخدامها لكن بوظيفة أخرى غير دينية (سجن الأمن) كما توجد من الآثار فيها التي تؤكد على أنها قديمة بعض المسميات منها على سبيل المثال (شقر) وقنوات الري الحميرية بالإضافة للمدرجات الزراعية ومن أهم ما يميز المدينة شجرة النخيل التي تقع الي جوار اثار الكنيسة بارتفاعها الكبير الذي ينافس ارتفاع ماذنها الشامخة ربما يقدر عمرها منذو زراعتها بحوالي مئة عام تقريبا (الحاير: أنور محمد يحي - تاريخ خبان وعمار - 2015- ص 10).
```